# اینکور
اینکور (انگلیسی: Enkor) شرکت هواپیمایی روس است، که در سال ۱۹۹۷ تأسیس شد.